# Paso Lupkow

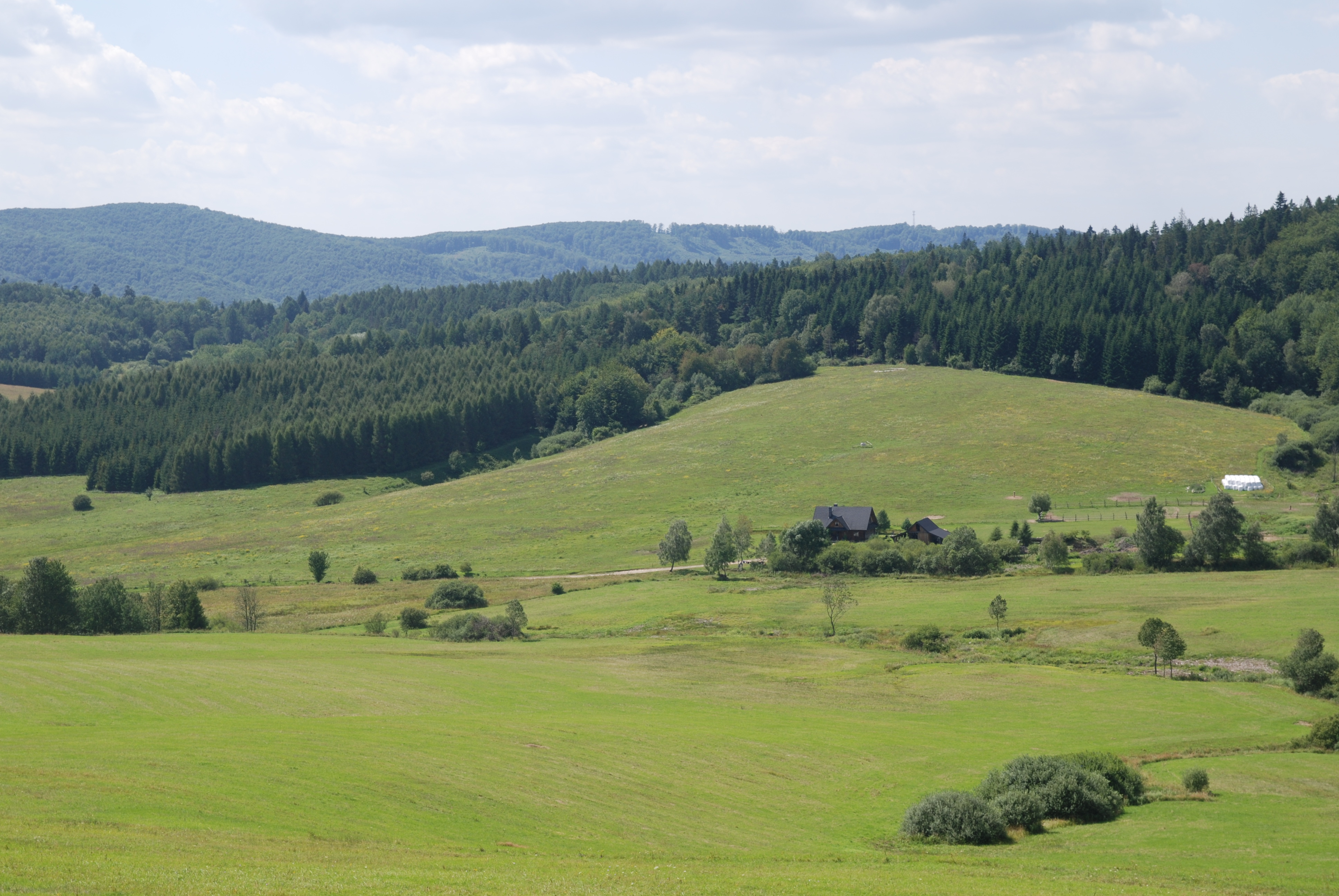
El paso Lupkow.

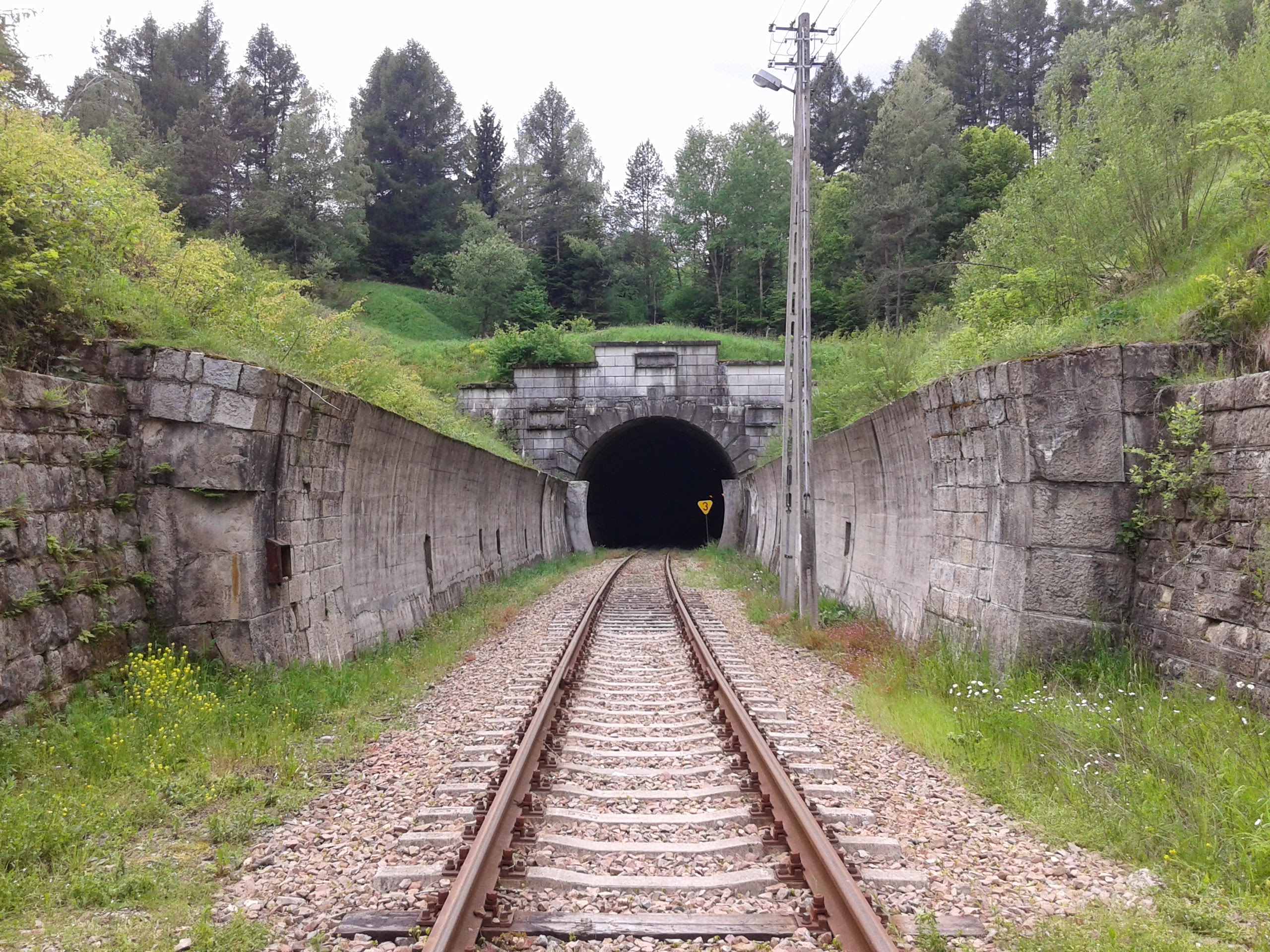
El histórico túnel del paso Lupkow.

El paso Łupków o Lupkov (en polaco: Przełęcz Łupkowska, en eslovaco: Lupkovský priesmyk) es un importante puerto de montaña en los Montes Cárpatos, en la frontera entre Polonia y Eslovaquia, cerca de la frontera occidental de Ucrania. Su punto más alto está a 640 m sobre el nivel del mar. Se encuentra justo al sur del poblado de Łupków en Polonia y al este de Medzilaborce en Eslovaquia. Debajo del paso corre un túnel ferroviario de 642 m de largo, que se extiende a ambos lados de la frontera entre Polonia y Eslovaquia.
El paso Łupków separa a los Beskides Bajos de las Montañas Bieszczady. El túnel y la línea ferroviaria asociada se terminaron en 1874, para unir Galitzia con el resto del Imperio Austrohúngaro a través de las montañas de los Cárpatos. Dado que era un enlace de comunicaciones tan vital, el pase tenía una importancia estratégica considerable.

## Historia
El paso Łupków fue uno de los pasos de los Cárpatos estratégicamente importantes disputados en batallas en el frente oriental de la Primera Guerra Mundial durante el invierno de 1914-1915. Un intento de pararse en la línea del río Wisłok y el Paso Łupków fracasó antes de los renovados ataques austroalemanes el 8 de mayo de 1915. El túnel ferroviario fue demolido y reconstruido varias veces durante ambas guerras mundiales. Fue reconstruido de nuevo en 1946, pero tuvo poco uso después. Solo en 1999 se reestableció el servicio ferroviario regular de pasajeros a través del pase.